# Педа (король Мерсії)
Педа (давн-англ. Peada; ? — 656) — король Мерсії у 655—656 роках.

## Життєпис
Походив з династії Ікелінгів. Син Пенди, короля Мерсії. Про дату та місце народження нічого невідомо. Замолоду брав участь у походах батька. У 653 році призначено співкоролем у центральній Мерсії. У 654 році одружився з Ельфледою, натомість вимушений був хреститися на острові Ліндісфарн в єпископа Фінана.
У 655 році у битві при Вінведі мерсійське військо на чолі з королем Пендою зазнало нищівної поразки від Освіу, короля Нортумбрії. У битві загинув Пенда. Невідомо, чи брав участь у битві сам Педа. Втім того ж року його призначено королем південно-східної Мерсії. Він в усьому був залежним від Освіу. Водночас за наказом останнього почав християнізацію своєї території, розпочав спорудження кафедрального собору в Медсґемстеді.

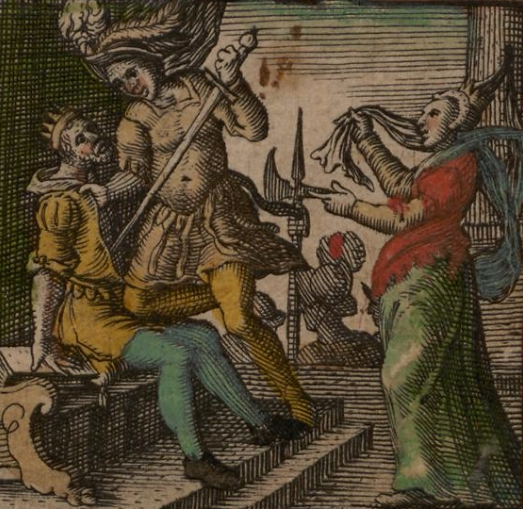
Вбивство Педи

Це викликало повстання поган, в результаті чого Педа загинув. Освіу швидко придушив заколот й став єдиним королем Мерсії. За іншими відомостями Педу було вбито в результаті змови власної дружини, яку підбурив батько Освіу.